# Bataille de Yahagigawa (1181)
Ne pas confondre avec la bataille de Yahagigawa de 1336
Guerre de Gempei
Batailles
- Uji (1re)
- Nara
- Ishibashiyama
- Fujigawa
- Sunomata
- Yahagigawa
- Hiuchi
- Kurikara
- Shinohara
- Mizushima (navale)
- Fukuryūji
- Muroyama
- Hōjūjidono
- Uji (2e)
- Awazu
- Ichi-no-Tani
- Kojima
- Yashima (navale)
- Dan-no-ura (navale)

La bataille de Yahagigawa est un épisode de la guerre de Gempei.
Après sa défaite à la bataille de Sunomata, Minamoto no Yukiie tente de gagner du temps en détruisant le pont sur le fleuve Yahagigawa et en mettant en place un mur défensif. Il est forcé de se retirer, mais les Taira abandonnent leurs poursuites lorsque Taira no Tomomori tombe malade.